# Julija Karimova
Julija Zakirovna Karimova ((in russo Юлия Закировна Каримова?, traslitterato anche come Yulia Karimova); Iževsk, 22 aprile 1994) è una tiratrice a segno russa specializzata nella carabina.

## Biografia
Julija Karimova è nata a Iževsk, in Udmurtia, il 4 aprile 1994, in una famiglia di origine tatara. Ha iniziato a praticare tiro al bersaglio da bambina a Krasnojarsk, dove all'epoca viveva con la famiglia, con l'allenatore Arkady Rudoy. Inizialmente sparava con la pistola, ma dopo aver provato la carabina ha deciso di specializzarsi in tale arma. Tra gli altri ragazzi allenati da Rudoy c'era anche Julija Zykova, sua futura compagna di squadra nella nazionale russa di tiro.
Nel 2010, in seguito all'uccisione durante una rapina del suo allenatore, si è trasferita a Iževsk, sua città natale, dove ha iniziato ad allenarsi con Vladimir Lukin.
Nel 2015 ai Campionati europei di tiro di Maribor ha vinto la medaglia di bronzo nella carabina 50 metri da sdraiati individuale e nella prova a squadre della stessa specialità. A ottobre dello stesso anno ai VI Giochi mondiali militari in Corea del Sud ha vinto la medaglia d'oro nella prova a squadre della carabina 50 metri da sdraiati insieme a Maria Feklistova e Alena Nizkoshapskaia.
Nel 2017 ha vinto l'oro nella carabina a squadre ai Campionati europei di tiro da 10 metri. L'anno successivo ai Campionati mondiali di tiro di Changwon in Corea del Sud ha conquistato la medaglia d'oro nella prova individuale della carabina 50 metri 3 posizioni e la medaglia di bronzo nella prova a squadre della carabina 50 metri 3 posizioni, insieme a Julija Zykova e Polina Khorosheva.
Ai Giochi europei di Minsk del 2019 in coppia con Sergej Kamenskij ha vinto la medaglia d'oro nella carabina 10 metri ad aria compressa a squadre davanti ai connazionali Vladimir Maslennikov e Anastasija Galašina.  A novembre dello stesso anno ha vinto ha vinto la medaglia d'oro nella carabina 50 metri 3 posizioni a squadre ai VII Giochi mondiali militari di Wuhan con Julija Zykova e Polina Khorosheva. Sempre nel 2019 ai Campionati europei di tiro da 10 metri ha vinto l'oro nella prova a squadre della carabina ad aria compressa.
Nel 2020 ai Campionati europei di tiro da 10 metri ha conquistato due medaglie d'oro, nella carabina ad aria compressa 10 metri a squadre insieme a Anastasija Galašina e Daria Boldinova e nella carabina ad aria compressa a coppie miste insieme a Vladimir Maslennikov.
L'anno successivo ai Campionati europei 2021, che si sono svolti tra il 22 maggio e il 5 giugno a Osijek, in Croazia, ha vinto la medaglia d'oro nella carabina ad aria compressa 10 metri a squadre insieme a Anastasija Galašina e Julija Zykova e nella carabina 50 metri 3 posizioni a squadre insieme a Polina Khorosheva e nuovamente Julija Zykova, e la medaglia di bronzo nella carabina ad aria compressa da 10 metri a coppie miste insieme a Sergej Kamenskij.
Il 31 luglio 2021 ha fatto parte della squadra del Comitato Olimpico Russo ai giochi olimpici di Tokyo, dove ha vinto la medaglia di bronzo nella carabina 50 metri 3 posizione alle spalle della svizzera Nina Christen e della connazionale Julija Zykova e la medaglia di bronzo nella carabina 10 metri ad aria compressa a squadre in coppia con Sergej Kamenskij.

## Palmarès
- Giochi olimpici

Tokyo 2020: bronzo nella carabina 50 metri 3 posizioni, bronzo nella carabina 10 metri ad aria compressa a squadre
- Campionati mondiali di tiro

Changwon 2018: oro nella carabina 50 metri 3 posizioni individuale, bronzo nella carabina 50 metri 3 posizioni a squadre
- Campionati europei

Maribor 2015: bronzo nella carabina 50 metri da sdraiati individuale e a squadre
Maribor 2017 (campionati da 10 metri): oro nella carabina a squadre
Osijek 2021 (campionati da 10 metri): oro nella carabina ad aria compressa a squadre
Wrocław 2020 (campionati da 10 metri): oro nella carabina ad aria compressa a squadre e a coppie miste
Osijek 2021: oro nella carabina ad aria compressa 10 metri a squadre, oro nella carabina 50 metri 3 posizioni a squadre, bronzo nella carabina ad aria compressa 10 metri a coppie miste
- Giochi europei

Giochi europei di Minsk: oro nella carabina 10 metri ad aria compressa a squadre
- Giochi mondiali militari

Mungyeong 2015: oro nella carabina 50 metri da sdraiati a squadre
Wuhan 2019: oro nella carabina 50 metri 3 posizioni a squadre